# Forces armades populars del Txad
Les Forces Armades Populars del Txad va ser un grup insurgent txadià format per seguidors de Goukouni Oueddei després del cisma amb Hissène Habré el 1976. Amb una base ètnica al clan Tubus de la zona Tibesti del nord del Txad, la força estava armada per Líbia i va formar el component més gran del Govern de Transició Nacional Unitat (GUNT) exèrcit de coalició que s'oposa a Habré. Les tropes de la FAP es van rebel·lar contra els seus aliats libis a la darrera part de 1986. Moltes d'elles es van integrar posteriorment a l'exèrcit nacional, les Forces Armades Nacionals Txadianes (FANT), i va participar en l'intent de conduir el 1987 Líbia fora del territori del conflicte entre el Txad i Líbia.